# Texoma Shore
Texoma Shore — одиннадцатый студийный альбом американского кантри-певца Блейка Шелтона, вышедший 3 ноября 2017 года на лейбле Warner Bros. Records.

## Об альбоме
Название альбома Texoma Shore связано с озером Texoma, которое расположено на границе Оклахомы и Техаса и где находится родина Шелтона. «Озеро Texoma всегда было местом больших воспоминаний, новых и старых», — сказал Шелтон в пресс-релизе, объявляющем о новом проекте. «Я буквально записал этот альбом на его берегу, так что для меня полный круг любви к этому месту и моей любви к кантри-музыке».
Обложку нового альбома Шелтон выложил в Инстаграме. Предзаказы на новый альбом принимаются с 22 сентября 2017 года. Первый сингл с альбома «I'll Name the Dogs» вышел 11 сентября 2017 года.

## Отзывы
Альбом получил положительные отзывы музыкальных критиков и интернет-изданий. Рейтинг в 3 звезды из 4 поставил Гленн Гамбоа из журнала Newsday. Силлеа Хотон из издания Sounds Like Nashville написала, что он «олицетворяет тот, идущий от самой земли звук, который, так же, как и любимые ранние хиты, превратили певца в один из современных эталонов жанра». Мэтт Бъёрк из издания Roughstock также положительно отметил альбом, сказав, что «большая часть альбома готова к популярности на радио», особо выделив пение на треках «Why Me» и «Turnin' Me On».

## Коммерческий успех
Texoma Shore дебютировал на четвёртом месте в американском хит-параде Billboard 200 с тиражом 63,000 альбомных эквивалентных единиц (включая 55,000 истинных альбомных продаж). Он стал 11-м для Шелтона альбомом попавшим в лучшую десятку top-10 в США.

## Список композиций
Источники:.
| №   | Название                  | Автор(ы)                                     | Длительность |
| --- | ------------------------- | -------------------------------------------- | ------------ |
| 1.  | «I'll Name the Dogs»      | Josh Thompson Ben Hayslip Matt Dragstrem     | 3:04         |
| 2.  | «At the House»            | Craig Wiseman Jamie Moore                    | 3:09         |
| 3.  | «Beside You Babe»         | Abe Stoklasa Mark Trussell                   | 2:57         |
| 4.  | «Why Me»                  | Ashley Gorley Ross Copperman Dallas Davidson | 3:27         |
| 5.  | «Money»                   | Wiseman Ryan Ogren James Bailey              | 3:30         |
| 6.  | «Turnin' Me On»           | Jessi Alexander Josh Osborne Blake Shelton   | 4:49         |
| 7.  | «The Wave»                | Copperman Osborne                            | 3:50         |
| 8.  | «Got the T-Shirt»         | Alexander Matt Jenkins Chase McGill          | 3:12         |
| 9.  | «Hangover Due»            | Wiseman Dragstrem                            | 4:03         |
| 10. | «When the Wine Wears Off» | Rhett Akins Gorley Copperman                 | 2:55         |
| 11. | «I Lived It»              | Akins Gorley Hayslip Copperman               | 3:39         |

## Позиции в чартах
| Чарт (2017)                              | Высшая позиция |
| ---------------------------------------- | -------------- |
| Австралия (ARIA)                         | 23             |
| Канада (Canadian Albums Chart)           | 11             |
| Новая Зеландия (Heatseeker Albums, RMNZ) | 4              |
| США (Billboard 200)                      | 4              |
| США (Billboard Top Country Albums)       | 1              |

## Сертификации
| Регион                                                                      | Сертификация | Продажи |
| --------------------------------------------------------------------------- | ------------ | ------- |
| США (RIAA)                                                                  | Золотой      | 500 000 |
| Данные о продажах + прослушиваниях приведены только на основе сертификации. |              |         |